# Jamao Al Norte
Jamao Al Norte es un municipio de la República Dominicana, que está situado en la provincia de Espaillat.

## Límites
Municipios limítrofes:
|              | Norte: Sosúa |                        |
| Oeste: Sosúa |              | Este: Gaspar Hernández |
|              | Sur: Moca    |                        |

## Distritos municipales
Está formado por el distrito municipal de:
| Nombre         | Código   |
| -------------- | -------- |
| Jamao Al Norte | 01090401 |